# Colossendeidae
Famille
Les Colossendeidae sont une famille de pycnogonides.

## Systématique
La famille des Colossendeidae est attribuée en 1870 au naturaliste russe Fedor Faddeevitch Jarzynsky (d) (1839-1908).

## Liste des genres
Selon PycnoBase :
- Colossendeinae
  - Colossendeis Jarzinsky, 1870
  - Decolopoda Eights, 1835
  - Dodecolopoda Calman & Gordon, 1933
  - Pentacolossendeis Hedgpeth, 1943
- Hedgpethiinae
  - Hedgpethia Turpaeva, 1973
  - Rhopalorhynchus Wood-Mason, 1873
- sous-famille indéterminée
  - Notoendeis Hodgson, 1915

## Publication originale
- Jarzynsky, 1870 : « Praemissus catalogus Pycnogonidarum, inventarum in mari Glaciali, ad oras Lapponiae rossicae et in mari Albo, anno 1869 et 1870 ». Annales de la Société des Naturalistes de St. Petersbourg, vol. 1, p. 319–320.